# 小行星9845
小行星9845（英語：9845 Okamuraosamu）是一颗围绕太阳公转的小行星。1990年3月27日，圓舘金、渡邊和郎在北见发现了此天体。
这颗小行星的绝对星等为42.9737097970002等。